# Le Grand Paysage d'Alexis Droeven
Le Grand Paysage d'Alexis Droeven is een Belgische dramafilm uit 1981 onder regie van Jean-Jacques Andrien.

## Verhaal
De jonge Jacob verliest zijn vader. Hij stelt zich de vraag of hij diens boerderij moet overnemen. Hij neemt ook deel aan het taalconflict in de Voerstreek.

## Rolverdeling
| Acteur              | Personage   |
| ------------------- | ----------- |
| Jan Decleir         | Jacob       |
| Nicole Garcia       | Elizabeth   |
| Jerzy Radziwiłowicz | Jean-Pierre |
| Maurice Garrel      | Alexis      |